# Index voor Nederlandse Theologische Tijdschriften
De Index voor Nederlandse Theologische Tijdschriften is een bibliografische database van Nederlandstalige theologische tijdschriften. De index heeft een oecumenisch karakter: tijdschriften uit verschillende stromingen binnen het christendom zijn erin opgenomen. Het platform is vrij toegankelijk via internet.
Het initiatief voor de index is genomen door het Evangelisch College, dat als eigenaar optreedt. Volgens haar website verzorgt deze instelling toerustingscursussen voor gemeenteleden en deeltijdopleidingen theologie, pastoraal werk en missionair werk.
De index werd in september 2021 voor het eerst gepubliceerd en bevatte toen circa 15.000 artikelen uit 13 tijdschriften. In de jaren daarna werd de databank, met hulp van vrijwilligers, uitgebreid tot 70.000 artikelen uit 46 tijdschriften in mei 2025.

## Inhoud en functies
De databank bevat bibliografische gegevens van theologische artikelen, waaronder titel, auteur, jaargang, tijdschrift en paginering. Als een artikel online beschikbaar is via de uitgever, wordt in de index een link opgenomen naar de volledige tekst. De gegevens in de index worden verrijkt met indexering op categorieën, sleutelwoorden, Bijbelboeken en bijbellocaties. De indeling van de categorieën is afgestemd op de gangbare onderzoeksgebieden binnen de theologie.
De website biedt zowel een eenvoudige als een geavanceerde zoekfunctie. Bij de eenvoudige zoekoptie kunnen gebruikers vrije zoektermen invoeren; bij geavanceerd zoeken kunnen specifieke velden worden gecombineerd met logische operatoren als EN, OF en EN NIET.

## Partners
Aan het onderhoud en de uitbreiding van de index wordt bijgedragen door diverse partnerinstellingen, waaronder hogescholen, universiteiten en onderzoeksinstellingen. Onder de partners bevinden zich onder meer het Baptisten Seminarium, de Christelijke Hogeschool Ede, de Theologische Universiteit Utrecht en het Nederlands-Vlaams Bijbelgenootschap.

## Vermelding door instellingen
Verschillende universiteiten, hogescholen en bibliotheken in Nederland en Vlaanderen verwijzen naar de index als digitale zoekbron in hun catalogi of databankoverzichten. Onder meer Tilburg University, de Protestantse Theologische Universiteit, en de Koninklijke Bibliotheek hebben de index opgenomen in hun databanken.

## Media-aandacht
Bij de publicatie in 2021 werd in meerdere media aandacht besteed aan het initiatief. Artikelen verschenen onder andere in het Nederlands Dagblad en het Reformatorisch Dagblad.